# Rai (Berezhany)
Rai (ucraniano: Рай) es un área periférica de la ciudad ucraniana de Berezhany, en el raión de Ternópil de la óblast de Ternópil. Fue fundada como un pueblo separado, por lo que a efectos administrativos y estadísticos se considera una pedanía separada de la ciudad, pese a que el pueblo está ya integrado en el casco urbano.
En 2001, el pueblo tenía una población de 757 habitantes.
Se ubica en las afueras suroccidentales del casco urbano.

## Historia
Antes de la fundación del actual municipio de Berezhany en 2018, el pueblo ya era una pedanía del ayuntamiento de la ciudad de Berezhany, que desde 2015 estaba constituida como ciudad de importancia regional.